# Hellfire Club
Pour les articles homonymes, voir Hellfire Club (homonymie).
 (décembre 2021).
Si vous disposez d'ouvrages ou d'articles de référence ou si vous connaissez des sites web de qualité traitant du thème abordé ici, merci de compléter l'article en donnant les références utiles à sa vérifiabilité et en les liant à la section « Notes et références ».
Le Hellfire Club est un club privé anglais et irlandais du milieu du XVIIIe siècle. Ses membres étaient issus de la haute société, occupant souvent des fonctions politiques. Son activité principale consiste en une Parodie de religion.

## Historique
Le Hellfire Club est fondé en 1718 à Londres par le duc Philip Wharton, qui est par ailleurs l'un des premiers dirigeants historiques de la franc-maçonnerie, ayant été successivement grand-maître de la Première Grande Loge d'Angleterre puis premier grand-maître des francs-maçons de France. Il est dissous en 1721, mais John Montagu (4e comte de Sandwich) est membre d'un Hellfire Club qui se serait réuni au George and Vulture Inn tout au long des années 1730. 
Ce Gentlemen's club satirique - le président supposé en était le diable - admettait les hommes et les femmes comme égaux, contrairement aux autres clubs de l'époque.
Il est popularisé et réactivé par l'homme politique Sir Francis Dashwood (11e baron le Despencer). La première réunion du groupe connu facétieusement comme Confrérie de Saint-François d'Wycombe, Ordre des Chevaliers de West Wycombe a lieu au domicile de la famille de Sir Francis à West Wycombe la Nuit de Walpurgis en 1752. La première réunion est un échec et le club déplace ses réunions à l'abbaye de Medmenham (à environ 10 km de West Wycombe), où ils se baptisent les moines de Medmenham.

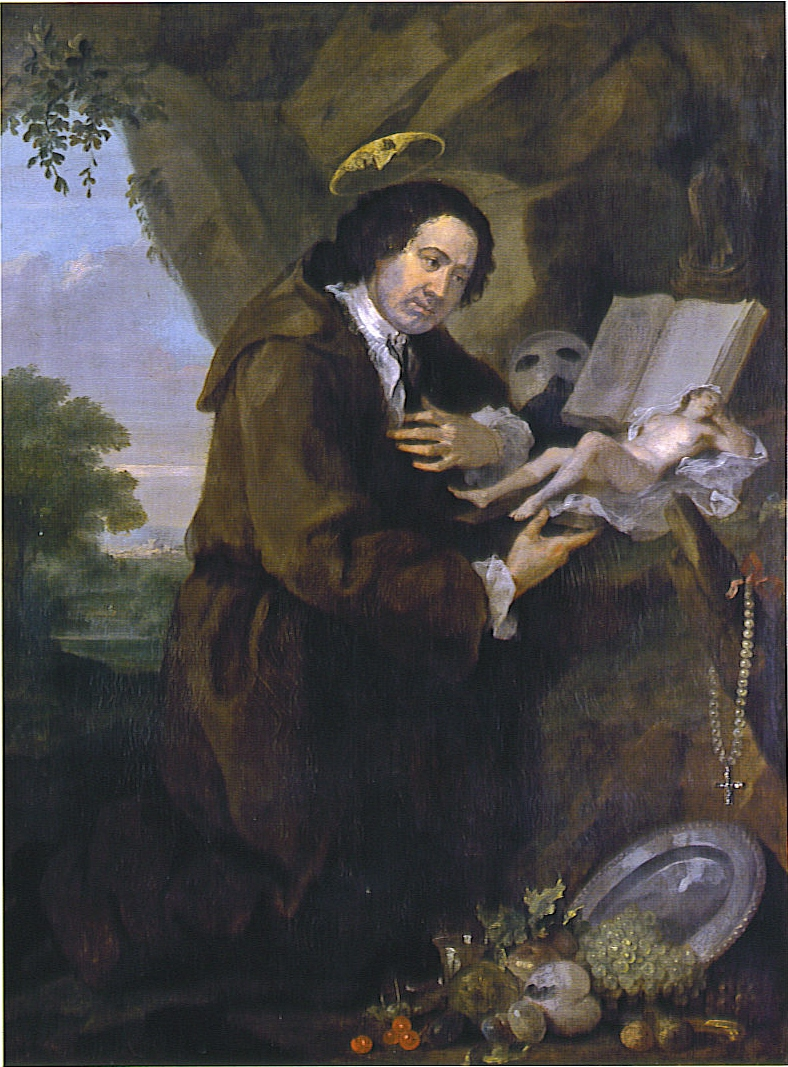
Portrait de William Hogarth de la fin des années 1750, parodiant des images de François d'Assise datant de la Renaissance. La bible a été remplacée par une copie du roman érotique Elegantiae Latini sermonis et par le profil de son ami, Lord Sandwich, parmi ses pairs.

Vers 1755, Dashwood fonde le Hell-Fire Club ou "les moines de l'abbaye de Medmenham". L'abbaye de Medmenham, qui appartenait autrefois à l'ordre cistercien, est magnifiquement située sur les rives de la Tamise, près de Marlow, dans le Buckinghamshire. Il est loué à Francis Duffield par Dashwood, son demi-frère sir John Dashwood-King, son cousin sir Thomas Stapleton, Paul Whitehead, John Wilkes et d'autres au nombre de douze, qui fréquentaient l'endroit pendant l'été. Ils le font reconstruire par l'architecte Nicholas Revett dans le style du renouveau gothique du XVIIIe siècle.